# Helene de Suède
Ne doit pas être confondu avec Hélène de Suède.
Hélène de Suède, reine de Danemark, est l'épouse du roi Knut V de Danemark.

## Biographie
C'est une fille anonyme de Sverker l'Ancien et de sa première épouse Ulvhild Håkansdotter  à qui l'historiographie contemporaine  attribue le nom d'« Helena » , elle épouse en 1156 le roi danois Knut Magnusen, assassiné le 9 août 1157.